# Gare de Rouen-Orléans
La gare de Rouen-Orléans est une ancienne gare ferroviaire française de Rouen, qui se trouve sur la rive gauche de la Seine, dans le quartier Saint-Sever.

## Histoire
La gare de la Compagnie d'Orléans était le terminus de la ligne de Rouen à Orléans, mise en service en janvier 1883. Le bâtiment voyageurs d’origine, édifié sur la place Carnot qui était alors située face au pont Boieldieu, fut reconstruit par Juste Lisch en 1894.
La gare de Rouen-Orléans se trouvait à proximité de la gare de Rouen-Rive-Gauche. Établie en cul-de-sac, elle a été détruite en 1944 et la cité administrative a été construite à son emplacement.

## Service des marchandises
Un faisceau de voies établi à l'ouest de l'ancienne gare, mais néanmoins appelé Rouen-Orléans par SNCF Réseau, est ouvert au service du fret.